# Лиманська сільська рада (Старобільський район)
| Лиманська сільська рада — колишній орган місцевого самоврядування у Старобільському районі Луганської області з адміністративним центром у с. Лиман. Історична дата утворення: в 1938 році. Водоймища на території, підпорядкованій даній раді: річка Айдар. Сільській раді підпорядковані населені пункти: - с. Лиман - с. Балакирівка - с. Бутківка - с. Проїждже - с. Проказине |

## Склад ради
Рада складалася з 20 депутатів та голови.

### Керівний склад ради
| ПІБ                           | Основні відомості                                                         | Дата обрання | Дата звільнення |
| ----------------------------- | ------------------------------------------------------------------------- | ------------ | --------------- |
| Солонина Микола Андрійович    | Сільський голова, 1947 року народження, освіта, член Партії регіонів      | 26.03.2006   | 28.01.2009      |
| Припутний Олексій Миколайович | Сільський голова, 1957 року народження, освіта, член Партії регіонів      | 21.06.2009   | 31.10.2010      |
| Припутний Олексій Миколайович | Сільський голова, 1957 року народження, освіта вища, член Партії регіонів | 31.10.2010   |                 |

Примітка: таблиця складена за даними джерела